# Брада
Брада је назив за скуп длака која расте на подбратку, горњој усни, образима и врату људског бића и неких животиња. Код људи, обично само особе у пубертету или одрасли мушкарци могу да израсту браде. Ипак, жене са хирзутизмом могу да развију браду. Када се диференцира од горњих и доњих длака на лицу, брада обично не обухвата бркове.
Током историје, мушкарцима са длакама на лицу била су приписивани различити атрибути, као што су памет, сексуална виртилност, мужевност или узвишен статус; ипак, браде такође могу бити доживљаване као недостатак генералне чистоће и углађености, посебно у модерна времена. Друштвени ставови према мушким брадама су се увелико разликовали у зависности од фактора као што су преовлађујуће културно-религијске традиције и модни трендови тренутне ере. Неке религије (као што су неке секте ислама и сикизма) сматрају да је пуна брада неопходна и обавезују је као део свог верског поштовања. Друге културе, чак иако то званично не налажу, сматрају браду централном за мушкост мушкарца, што представља пример врлина као што су мудрост, снага, сексуална храброст и висок друштвени статус. У културама у којима су длаке на лицу неуобичајене (или тренутно нису у моди), брада може бити повезана са лошом хигијеном или неконвенционалним понашањем. У земљама са хладнијом климом, браде помажу у заштити лица корисника од временских непогода. Брада такође пружа заштиту од сунца.

## Историја
Кроз историју човечанства увек се мислило да брада људима даје посебно значење и достојанство, пошто је брада била симбол мужевности. Зато се свако значајно лице у старо доба обично приказивало са брадом. Грчки бог Зевс приказиван је увек са дугачком брадом. Краљ Артур и Карло Велики на илустрацијама такође увек имају браду. Па ипак, за обичне људе не постоји неко опште правило о тому. Једно време било је отмено да мушкарци пуштају браду, док једно време ни један мушкарац није желео да буде виђен с брадом. Много пре норманског освајања Енглеске, мушкарци нису пуштали браду, јер је сматрано да то није модерно. Затим се мода променила и они су је изнова прихватили. Енглески краљеви, који су давали тон мушкој моди, имали су различит укус и по питању ношења браде. На пример, Хенри II није носио браду, Ричард II је носио малу, а Хенри III велику браду. До средине 13. века већина људи је имала бујну и коврчаву браду, што је постало сасвим уобичајено у 14. веку. Током 15. века браде су изнова ишчезле, да би се потом поново вратиле у моду почетком 16. века, и то заслугом Хенрија VIII. У доба краљице Елизабете, браду су носили адвокати, војници, дворјани и трговци. Али, када је на престо дошла краљица Ана, нико ко је у друштву нешто значио није носио ни браду ни бркове, па чак ни залиске. Када је Џорџу III нарасла брада док је лежао у затвору, многе су његове најватреније присталице држале да му је тиме нанета најтежа увреда. Долазимо до закључка да бријање браде није зависило од тога да ли човек има бријач. Хоће ли човек носити браду или неће, првенствено је зависило о тренутном модном тренду.

## Биологија
Брада се развија током пубертета. Раст браде је повезан са стимулацијом фоликула длака у областима од дихидротестостерона, који наставља да утиче на раст браде и након пубертета. Фоликули длака различитих области варирају у томе који их хормони стимулирају или инхибирају; дихидротестостерон такође појачава ћелављење. Дихидротестостерон је произведен од тестостерона, чији нивои варирају од годишњих доба; тако да брада расте брже лети.
Тешкоће у мерењу раста браде доводиле су до контроверзи у погледу ефеката хормонске активности на краткотрајну погонотропију (нпр. четкање длака на лицу). На пример, један физичар је морао да проведе период од неколико недеља на удаљеном острву у компаративној изолацији. Он је приметио да је његова брада расла успорено, али дан након што је требало да напусти острво повећала се поново, да би добила необично високе стопе током првог или другог дана код куће. Он је проучавао овај ефекат и дошао до закључка да су стимули за повећан раст браде повезани са настављањем сексуалне активности. У сваком случају, у то време професионални погонолози реаговали су енергично и скоро да су одбацили ово истраживање.
Раст браде је такође и генетски одређен.

### Еволуција
Биолози карактеришу браде као секундарне полне каратеристике зато што су јединствене за један пол, мада оне не играју директну улогу у репродукцији. Чарлс Дарвин први је сугерисао на могућност еволуцијског објашњења брада у својем делу Предак човека, са хипотезом да процес полне селекције може доводити до појаве брада. Модерни биолози, реафирмисали су улогу полне селекције у еволуцији брада, закључивши да постоји доказ да већи број жена налази мушкарце са брадом привлачнијим него мушкарце без браде.
Објашњења која је дала еволуцијска психологија за постојање брада укључују сигнализирање сексуалне зрелости и сигнализирање доминације због повећане перципиране величине вилице, а чисто обријана лица су оцењена мање доминантним него она са брадом. Поједини научници говоре како није још утврђено да ли полна селекција која доводи до брада има корене у привлачности (међуполна селекција) или доминацији (унутарполна селекција). Брада може бити објашњена као индикатор општег стања мушкарца. Количина фацијалне косматости изгледа да утиче на мушку привлачност. Присуство браде чини особу рањивијом у тучама, што је скупо, тако да су биолози спекулисали да морају постојати други еволуцијски бенефити који анулирају слабе стране. Повећан ниво тестостерона доказан брадом може да означава, благу имуносупресију, која може подржати сперматогенезу.

## Модерна забрана

### Цивилне забране
Професионални пилоти авио-компанија морају бити обријани како би се омогућило чврсто затварање помоћу помоћних маски за кисеоник. Међутим, неке авио-компаније су недавно укинуле такве забране у светлу савремених студија. Слично, ватрогасцима може бити забрањено да имају пуну браду како би добили одговарајуће заптивање са SCBA опремом. Низ други послова може да има забрану ношења браде због потребе ношење маски или респиратора.
Град Исезаки у префектури Гунма у Јапану одлучио је да забрани ношење браде за мушке општинске службенике 19. маја 2010. године.
Амерички Апелациони суд за Осми округ утврдио је да је захтевање бријања дискриминаторно.

#### Спортови
Међународна боксерска асоцијација забрањује ношење браде боксерима аматерима, иако Енглеска аматерска боксерска асоцијација дозвољава изузетке за мушкарце Сика, под условом да брада буде покривена фином мрежом.
Помоћни бацач Сан Франциско Џајантса Брајан Вилсон, који тврди да се није обријао од Ол-стар утакмице 2010. године, пустио је велику браду која је постала популарна у MLB-у и међу његовим навијачима. MLB Фан Кејв је представио „Путовање унутар браде Брајана Вилсона“, што је био интерактивни снимак Вилсонове браде, где се може кликнути на различите делове да би се виделе различите измишљене активности које изводе мали „становници“ браде. Водитељи спортских емисија понекад носе реплике брада, а Џајантси су их поклонили навијачима као промоцију.
Бостон Ред Сокси за 2013. су представили је најмање 12 играча са различитим степеном длака на лицу, у распону од уско подшишане браде ударача Дејвида Ортиза до дугих чупавих изгледа Џонија Гомеза и Мајка Наполија. Ред Сокси су користили своје браде као маркетиншко средство, нудећи Долар брадату ноћ, где су сви навијачи са брадом (правом или лажном) могли да купе карту за 1,00 долара; а такође и као средство неговања тимског другарства.
Браде су такође постале извор такмичења између спортиста. Примери „безбрадих“ спортиста укључују NBA играче Дешон Стивенсон и Дру Гуден 2008, и WWE рвач Данијел Брајан и аутфилдер Окланд Атлетикса Џош Редик 2013. године.